# 오랑주 (알제리)

오랑주

오랑주(아랍어: ولاية وهران)는 알제리 북서부에 위치한 주로, 주도는 오랑이며 면적은 2,114km2, 인구는 1,584,607명(2008년 기준)이다. 동쪽으로는 모스타가넴주, 남동쪽으로는 마스카라주와 인접해 있으며 남서쪽으로는 시디벨아베스주, 서쪽으로는 아인테무셴트주와 인접해 있다.